# 김종현 (1973년)
김종현(한국 한자: 金鍾賢, 1973년 7월 10일 ~ )은 대한민국의 전 축구 선수 및 현 지도자이다. 현역 시절 포지션은 공격수였다.

## 개요
운호고등학교, 충북대학교 축구부를 나왔다.
대전시티즌 시절 킬패스와 강력한 중거리슈팅을 선보여서 팬들로부터 대전의 지단이라는 별명을 얻기도 하였다.

## 축구인 생활

### 선수 생활
1995년 국민은행 축구단에 입단하였고, 1998년 드래프트를 통해 전남 드래곤즈에 입단하였다. 1998년 9월 19일 전북 현대 다이노스와의 경기에서 연장 전반 11분에 프로 데뷔골을 터뜨렸다.
1999년 7월 3일 대전 시티즌과의 경기서 골을 성공시키며 전남 구단 200호골의 주인공이 되었다.
2003년 대전 시티즌으로 이적하였다. 2003년 3월 30일 열린 광주 상무 불사조와의 경기에서 대전 입단 후 첫 골을 기록했다. 입단 첫해인 2003시즌 총 42경기 10골을 기록하며 활약했고, 2005년까지 3년간 무려 99경기에 출전해 15득점 5어시스트를 기록하며 활약했다.
2006년 친정팀인 국민은행 축구단으로 복귀하였고, 팀의 2006시즌 내셔널리그 우승을 이끌었고, 2008년 팀의 플레잉 코치로 선임되었다.
2009년 청주 직지 FC로 이적해 플레잉 코치로 활동하였으며, 2010시즌을 끝으로 은퇴를 선언하였다.

### 지도자 생활
2009년부터 청주 직지 FC에서 선수생활과 더불어 청주 직지 FC의 유소년 감독도 병행하게 되었고, 2010년 선수 생활을 은퇴하고 유소년 감독과 더불어 청주 직지 FC 성인팀 감독을 병행하였다.
2013년 8월 전국체전 여자 성인부 팀으로 소집된 대전 WFC 감독으로 잠시 활동하였고, 2016년 최문식 감독의 부름을 받고 대전 시티즌 코치로 취임하였으며, 1군팀 코치와 R리그에 참가하는 2군팀 감독직을 병행하였다.
2017년 8월 31일 이영익 감독이 사퇴하면서 대전의 감독 대행직에 취임하였고, 9월 3일 부산 아이파크전을 통해 감독 대행으로 처음 지휘하였으나 2:4로 패했지만, 9월 10일 아산 무궁화 FC전에서 승리를 거두며 분위기 반전에 성공하였다. 당시 대전은 전반에만 장준영이 부상으로 나가고, 박재우가 퇴장당하는 등의 좋지 않은 분위기 속에 전반에 한골을 허용하며 끌려다니는 상태였지만, 이후 장준영과 교체투입되어 올시즌 첫 경기를 소화하는 센터백인 문진용을 전진에 배치하는 사실상의 도박을 감행하였고, 이것이 신의 한수로 작용되어 문진용은 세트피스 상황시 제공권을 바탕으로 위협적인 헤딩을 시도함과 더불어 위협적인 슈팅을 기록하는 등 공격에 활기를 불어넣었으며, 후반 막판 김찬희의 동점골을 어시스트하였다. 이후 후반 추가시간에 황인범이 역전골까지 성공시키며 김종현 감독 대행 부임 후 첫승과 시즌 첫 원정승을 거두었다. 이후 연이어서 열린 9월 16일 당시 리그 1위 경남 FC과의 홈경기서에도 대전은 전반에 장원석이 퇴장당하고 한골을 허용하는 등 아산전과 똑같이 전반을 끝냈으나, 후반들어 두골을 기록하고 특히 두번째골은 후반 추가시간에 기록하며 두경기 연속으로 퇴장으로 인한 수적 열세 속에 극장골로 2:1 역전승을 거두면서 시즌 첫 연승을 이끌어냈다.
하지만 이후 7경기에서 무승을 기록하며 팀의 리그 최하위를 막지는 못하였다.

## 경력

### 선수 경력
- 1995년 ~ 1997년  국민은행
- 1998년 ~ 2002년  전남 드래곤즈
- 2003년 ~ 2005년  대전 시티즌
- 2006년 ~ 2008년  고양 국민은행
- 2009년 ~ 2010년  청주 직지 FC
- K리그 8시즌 동안 239경기 출전, 30골 28어시스트

### 지도자 경력
- 2007년 ~ 2008년 고양 국민은행 플레잉 코치
- 2009년 ~ 2010년 청주 직지 FC 플레잉 코치
- 2009년 ~ 2014년 청주 직지 FC 유소년 감독
- 2010년 ~ 2014년 청주 직지 FC 감독
- 2016년 ~ 2017년 대전 시티즌 코치
- 2016년 대전 시티즌 2군 감독
- 2017년 ~ 대전 시티즌 감독 대행

## 수상

### 클럽

#### 대전 시티즌
- 리그컵
  - 준우승 : 2004

#### 고양 국민은행
- 내셔널리그
  - 우승 : 2006
- 내셔널 축구선수권대회
  - 우승 : 2009
  - 준우승 : 2007

## 같이 보기
- 청주 직지 FC
- 대전 시티즌